# Auditieve fonetiek
De auditieve fonetiek bestudeert alles wat te maken heeft de waarneming en verwerking (perceptie) van de spraakklanken door de hoorder als segmenten en / of prosodische eenheden: ruis, duur, helderheid, stemhebbendheid. Dit heeft alles te maken met het spectrum van de klanken en de verlopen ervan. Deze spectra bevatten dikwijls formanten. 